# ويليام وول (سياسي)
ويليام وول (بالإنجليزية: William Wall)‏ هو مصرفي وسياسي أمريكي، ولد في 20 مارس 1800 في فيلادلفيا في الولايات المتحدة، وتوفي في 20 أبريل 1872 في بروكلين في الولايات المتحدة. نشط حزبياً في الحزب الجمهوري. وقد انتخب عضو مجلس النواب الأمريكي.